# 毓庆勋懿集

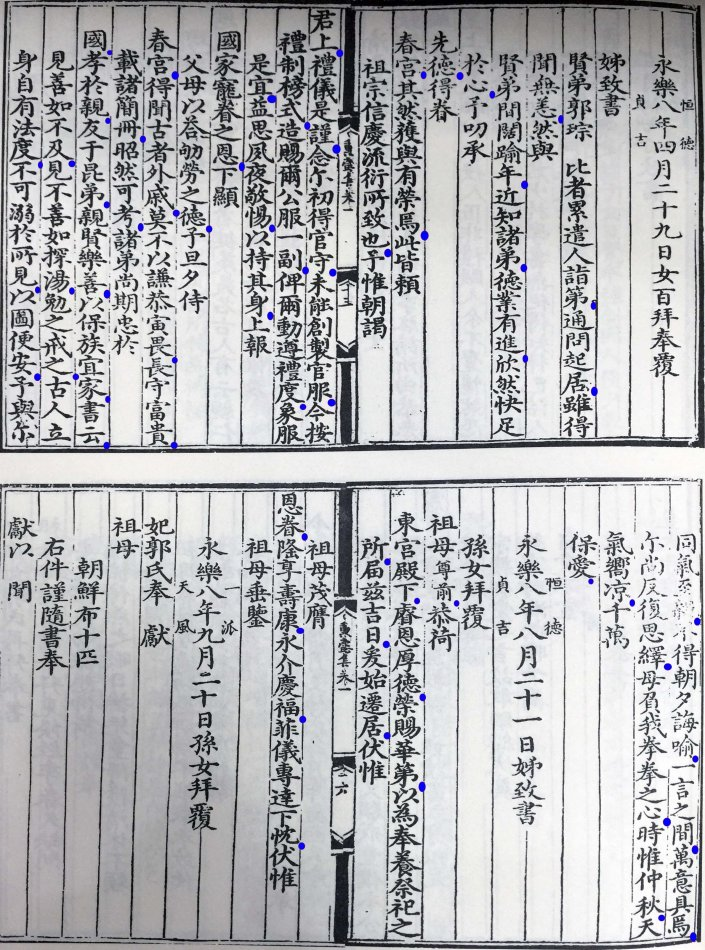
《毓庆勋懿集·卷一·贵妃书》收录有郭贵妃书信十封。此图为永乐八年，郭氏分别致弟弟郭琮、祖母严氏的家书。

《毓庆勋懿集》是明朝开国元勋郭英五世孙、武定侯郭良编辑，其子郭勋续编的书集:617。
郭良、郭勋父子编辑此书是为表彰家族先人功业，以流芳后世。除收录郭英等人所受敕書外:617，以及家族成员相关的书信、诗歌、墓志、神道碑碑文等文稿:57—58。正德年间，郭勋刊印:617。共有八卷。北平图书馆有收藏:617。2012年，中国大陆的国家图书馆出版社有出版:54。